# Hemyda obscuripennis
Hemyda obscuripennis är en tvåvingeart som först beskrevs av Johann Wilhelm Meigen 1824.  Hemyda obscuripennis ingår i släktet Hemyda och familjen parasitflugor. Arten har ej påträffats i Sverige. Inga underarter finns listade i Catalogue of Life.